# Azatbiek Omurbiekow
Azatbiek Asanbiekowicz Omurbiekow (ros. Азатбек Асанбекович Омурбеков; ur. 17 września 1983 w Nukusie) – rosyjski pułkownik pochodzenia karakałpackiego. Dowódca 64 Samodzielnej Brygady Zmechanizowanej w czasie zbrodni w Buczy podczas rosyjskiej inwazji na Ukrainę. Zbrodniarz wojenny i Bohater Federacji Rosyjskiej.
W mediach określany jako „rzeźnik z Buczy”. Za udział w masakrze w Buczy jest objęty sankcjami ze strony Australii, Japonii, Kanady, Nowej Zelandii, Stanów Zjednoczonych, Szwajcarii, Wielkiej Brytanii, Ukrainy i Unii Europejskiej.

## Życiorys
Urodził się 17 września 1983 roku w mieście Nukus, w Karakałpackiej ASRR w Uzbeckiej SRR. W 2000 roku ukończył Liceum Ogólnokształcące nr 2 w mieście Kupino w obwodzie nowosybirskim Rosji. Absolwent Czelabińskiego Instytutu Czołgowego. W listopadzie 2021 roku otrzymał błogosławieństwo Rosyjskiego Kościoła Prawosławnego.
Omurbiekow stał się znany opinii publicznej po tym, jak ukraiński portal dziennikarstwa obywatelskiego InformNapalm namierzył go i opublikował informacje na jego temat. Według InformNapalmu Omurbiekow jako podpułkownik dowodził wojskami rosyjskimi podczas bitwy o Buczę. Kilku jego towarzyszy broni potwierdziło dziennikarzom, że był on dowódcą. Jeden z nich zeznał, że dowódca brygady Azatbiek Omurbiekow wydał rozkaz ostrzelania kilku samochodów z cywilami, a także zabicia „każdego, u którego zostanie znaleziony telefon”.
Według dochodzenia przeprowadzonego przez rosyjski niezależny serwis dziennikarstwa śledczego Ważnyje istorii Azatbiek Omurbiekow zmuszał do walki tzw. „otkazników” – żołnierzy, którzy nie chcieli walczyć, grożąc im śmiercią, a także przekazywał dowództwu fałszywe informacje o nieistniejących sukcesach swojej brygady. Według dziennikarzy Omurbiekow poprosił o doniesienie dowództwu, że „zniszczono nie jeden [ukraiński] czołg, ale trzy; nie, pięć”. Inny towarzysz broni stwierdził, że dowódca kazał donieść o zdobyciu jednej z wiosek, podczas gdy „ani jeden [rosyjski] pojazd nie zbliżył się do tej wsi”.
Prezydent Ukrainy Wołodymyr Zełenski odwiedził Buczę 4 kwietnia 2022 roku. Mówił wówczas o zbrodniach wojennych popełnionych przez wojska rosyjskie. W czasie rosyjskiej okupacji miasta żołnierze pod dowództwem Omurbiekowa zabijali nieuzbrojonych cywilów oraz gwałcili kobiety i dzieci. Po opuszczeniu miasta przez wojska rosyjskie odkryto w nim masowe groby. Ze względu na zbrodnie dokonane przez żołnierzy pod jego dowództwem Omurbiekow zyskał medialny przydomek „rzeźnika z Buczy”.
Na mocy dekretu prezydenta Federacji Rosyjskiej Władimira Putina z kwietnia 2022 roku Omurbiekowowi przyznano tytuł Bohatera Federacji Rosyjskiej „za odwagę i bohaterstwo wykazane w wykonywaniu obowiązku wojskowego” oraz awansowano do rangi pułkownika.
21 kwietnia 2022 roku, w związku z rosyjską inwazją na Ukrainę, został wpisany na listę osób objętych sankcjami Wielkiej Brytanii, ponieważ „bezpośrednio dowodził działaniami personelu wojskowego biorącego udział w zabijaniu cywilów na przedmieściach Kijowa w Buczy podczas rosyjskiej inwazji na Ukrainę lub miał na nie znaczący wpływ”. 6 maja 2022 roku został dodany do kanadyjskiej listy sankcyjnej.
3 czerwca 2022 roku Omurbiekow został dodany do list sankcyjnych wszystkich krajów Unii Europejskiej „za okrucieństwa stanowiące zbrodnie przeciwko ludzkości i zbrodnie wojenne”. 21 listopada 2023 roku Stany Zjednoczone nałożyły na niego sankcje za udział w „rażących naruszeniach praw człowieka, mianowicie zabójstwie nieuzbrojonych ukraińskich cywilów w Andrijiwce”. Amerykańskie władze podkreśliły, że Omurbiekow dowodził brygadą w Buczy, „gdzie, jak ustalił Departament Stanu, zabijano, bito, rozczłonkowywano i palono cywilów”.
Z podobnych powodów podlega również sankcjom ze strony Australii, Japonii, Nowej Zelandii, Szwajcarii i Ukrainy.
Według rosyjskiego niezależnego kanał ASTRA Omurbiekow przewodził paradzie z okazji Dnia Zwycięstwa 9 maja 2024 roku w Chabarowsku.